# Conseil économique, social et environnemental (Maroc)
Pour les articles homonymes, voir Conseil économique et social.
 (décembre 2016).
Si vous disposez d'ouvrages ou d'articles de référence ou si vous connaissez des sites web de qualité traitant du thème abordé ici, merci de compléter l'article en donnant les références utiles à sa vérifiabilité et en les liant à la section « Notes et références ».
Le Conseil économique, social et environnemental ou CESE est une institution indépendante consultative marocaine créée le 21 février 2011 par dahir royal. Il a pour rôle la réalisation d'études et de propositions auprès du gouvernement marocain et des deux chambres du Parlement.

## Historique
En février 2011, le roi Mohammed VI nomme Chakib Benmoussa président et Driss Guerraoui secrétaire général du CES.
En juillet 2011, une nouvelle constitution du pays est adoptée, élargissant les missions du Conseil aux questions environnementales et de développement durable (titre XI de la constitution). Le CES devient alors le CESE.
En août 2013, le roi Mohammed VI nomme Nizar Baraka président du Conseil économique, social et environnemental (CESE).
En 2018, le roi Mohammed VI nomme Ahmed Réda Chami président et Younes Benakki, secrétaire général du CESE.
- En 09 avril 2024, Le Royaume du Maroc a été brillamment réélu au Comité des droits économiques, sociaux et culturels pour la période 2025-2028, lors des élections tenues par le Conseil Économique et Social de l’ONU (ECOSOC) à New York[4],[5],[6],[7],[8].

Le 24 mars 2025, Sa Majesté le Roi Mohammed VI a nommé Abdelkader Amara au poste de président du Conseil économique, social et environnemental (CESE), succédant ainsi à Ahmed Réda Chami.

## Missions et organisation
La composition, l'organisation, les attributions et les modalités de fonctionnement du CESE sont fixées par la loi organique n°128-12. Le conseil peut être consulté par le gouvernement, par la Chambre des représentants et par la Chambre des conseillers sur toutes les questions à caractère économique ou social.
Le Conseil économique, social et environnemental assure des missions consultatives sur les questions à caractère économique, social et environnemental.
Dans l’exercice de ses attributions, le CESE réalise des avis, études et recherche, soit à la demande du Gouvernement, de la Chambre des représentants ou de la Chambre des conseillers (saisine) soit de sa propre initiative (auto-saisine).
Saisine
Le Gouvernement, la Chambre des Représentants et la Chambre des conseillers consultent le Conseil sur :
- les projets et propositions de lois-cadres relatives aux objectifs fondamentaux fixés par l'État dans les domaines économique, social et environnemental.
- les projets de développement et les stratégies afférentes à la politique générale de l'État dans les domaines économique, social et environnemental.

Le gouvernement, la Chambre des représentants et la Chambre des conseillers peuvent également consulter le Conseil sur les projets et propositions de lois à caractère économique, social et environnemental, qui visent à organiser les relations entre les salariés et les employeurs, édicter des régimes de couverture sociale, ou à traiter de toute politique publique prévue par l’Etat.
Le Conseil est tenu d'émettre son avis en ce qui concerne les projets, propositions et questions qui lui sont soumis, dans un délai n'excédant pas deux mois courant à compter de la date de sa saisine.
Ce délai est ramené à vingt jours lorsque l'urgence et ses motifs sont signalés dans la lettre de saisine à lui adressée par le gouvernement ou par l'une des deux chambres du Parlement.
Le Conseil peut, à titre exceptionnel, demander la prolongation des délais précités en indiquant les motifs, s'il se trouve dans l'impossibilité d'émettre l'avis demandé dans les délais précités, à condition que ceux-ci n'excèdent pas la moitié de leur durée initiale.
Auto-saisine
Le CESE peut, de sa propre initiative, émettre des avis, formuler des propositions et réaliser des études ou des recherches dans les domaines relevant de ses attributions après en avoir informé le gouvernement et les deux Chambres du Parlement.
Il dispose d'un délai de 20 jours à 2 mois pour rendre son avis.

## Liste des présidents
- Chakib Benmoussa, de février 2011 à août 2013.
- Nizar Baraka, d'août 2013 à décembre 2018.
- Ahmed Réda Chami, depuis le 3 décembre 2018.